# Балгазы
Балгазы (баш. Балғажы) — деревня в Никифаровском сельсовете Альшеевского района Республики Башкортостан России.
Находится на левом берегу реки Дёмы.

## Население
| 2002 | 2009 | 2010 |
| ---- | ---- | ---- |
| 129  | ↘121 | ↘95  |

Согласно переписи 2002 года, преобладающая национальность — башкиры (99 %).

## Географическое положение
Расстояние до:
- районного центра (Раевский): 57 км,
- центра сельсовета (Никифарово): 12 км,
- ближайшей железнодорожной станции (Аксеново): 24 км.